# Rodolfo Gómez
Rodolfo Gómez (Mexico-Stad, 30 oktober 1950) is een Mexicaans voormalig langeafstandsloper.
Gómez zat op de militaire sportacademie daarna studeerde hij lichamelijke opvoeding aan de universiteit van Texas. Hij won de Tokyo International Marathon (1981), marathon van Athene (1982), marathon van Rotterdam (1982), marathon van Oregon (1982), marathon van Pittsburgh (1984) en de marathon van Mexico-Stad (1987).
Na zijn sportcarrière is hij een van de beste marathontrainers van de wereld geworden. Veel van zijn pupillen wonnen marathons. Hij was onder meer trainer van de volgende internationaal bekende marathonlopers: Andres Espinoza, Germán Silva, Benjamín Paredes, Adriana Fernández, Isaac Garcia, Martín Pitayo, Isidro Rico.

## Persoonlijke records
| Onderdeel | Prestatie | Datum        | Plaats |
| --------- | --------- | ------------ | ------ |
| 5.000 m   | 13.27     |              |        |
| 10.000 m  | 28.08     |              |        |
| marathon  | 2:09.12   | 1 maart 1981 | Tokio  |

## Belangrijke prestaties

### 5.000 m
- 1971:  Centraal-Amerikaanse en Caribische kampioenschappen - 14.25,8
- 1975:  Pan-Amerikaanse Spelen - 14.05,25
- 1977:  Centraal-Amerikaanse en Caribische kampioenschappen - 14.04,9
- 1978:  Centraal-Amerikaanse en Caribische Spelen - 13.55,08
- 1979:  Pan-Amerikaanse Spelen - 14.05,0

### 10.000 m
- 1975:  Centraal-Amerikaanse en Caribische kampioenschappen - 30.05,9
- 1975:  Pan-Amerikaanse Spelen - 29.21,22
- 1977:  Centraal-Amerikaanse en Caribische kampioenschappen - 30.17,5
- 1978:  Centraal-Amerikaanse en Caribische Spelen - 29.34,64
- 1979:  Pan-Amerikaanse Spelen - 29.02,4
- 1980:  Amerikaanse kampioenschappen - 28.44,0 *1
- 1 = Waarschijnlijk open kampioenschappen

### Marathon
- 1972: DNF OS
- 1979: 15e marathon van Fukuoka - 2:16.18
- 1976: 19e OS - 2:18.21,2
- 1980: 6e OS - 2:12.39
- 1980:  New York City Marathon - 2:10.14
- 1981:  marathon van Tokio - 2:11.00
- 1981: 7e New York City Marathon - 2:12.47,0 (te kort parcours)
- 1982:  marathon van Rotterdam - 2:11.57
- 1982:  marathon van Eugene - 2:11.35
- 1982:  marathon van Athene - 2:11.49
- 1982:  New York City Marathon - 2:09.33
- 1983:  marathon van Tokio - 2:09.12
- 1983:  marathon van Rotterdam - 2:09.25
- 1984:  marathon van Pittsburgh
- 1984: DNF OS
- 1986: 10e marathon van Chicago - 2:15.02
- 1987:  marathon van Mexico-Stad - 2:18.50
- 1987:  marathon van Pittsburgh - 2:13.07

### Veldlopen
- 1977: 5e wereldbekerwedstrijd 10.000 m veldlopen in Düsseldorf
- 1977: 5e wereldbekerwedstrijd 10.000 m veldlopen in Montreal